# Kösnitz
Kösnitz ist ein Ortsteil der Stadt und Landgemeinde Bad Sulza im Landkreis Weimarer Land in Thüringen.

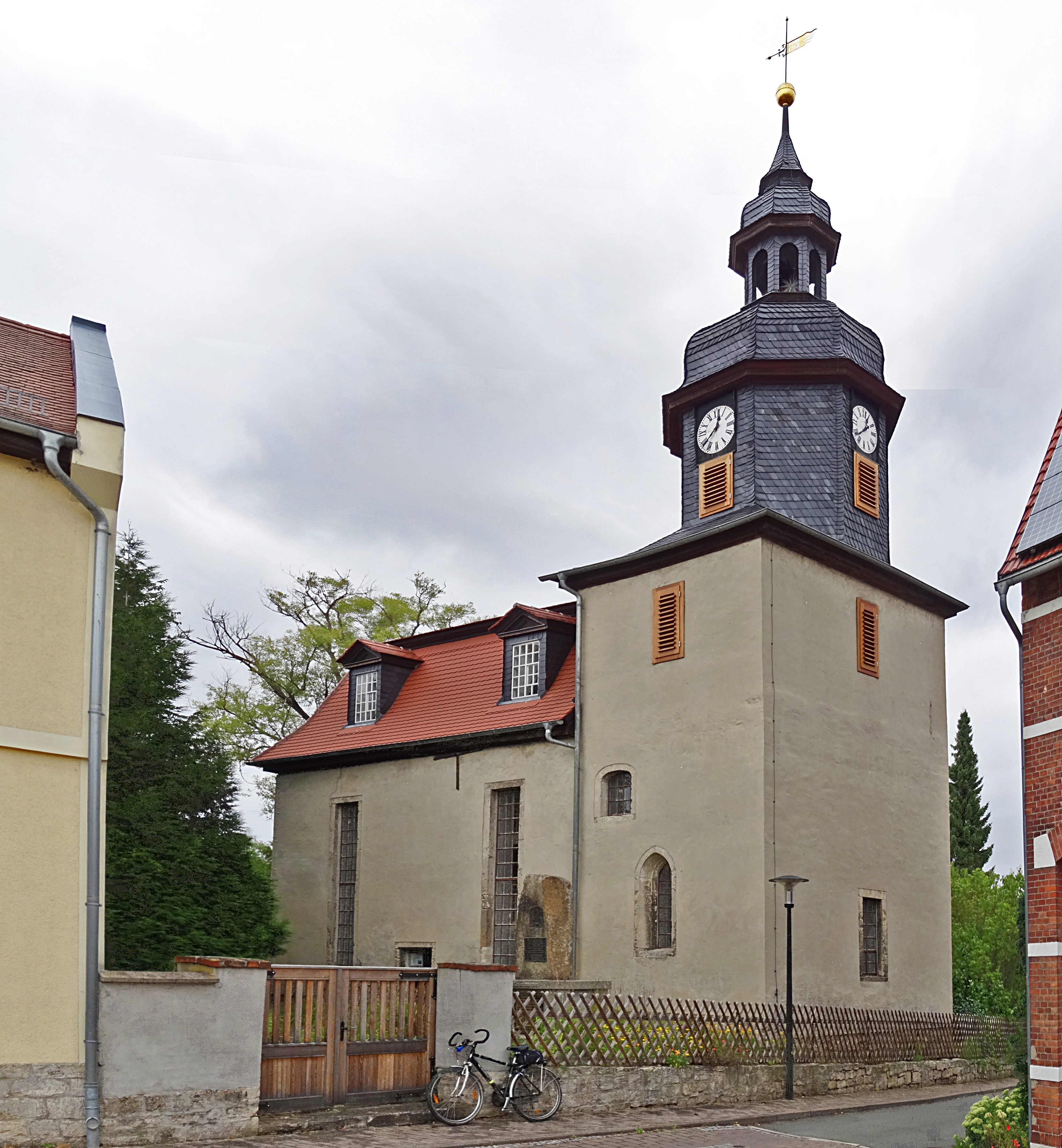
Dorfkirche

## Lage
Kösnitz ist umgeben von fruchtbaren, mit Löss überlagerten Muschelkalkverwitterungsböden. Mit Ausnahme der Feuchtgebiete wird die Ortsflur ackerbaulich genutzt. Durch das Dorf führt die Landesstraße 2160, nach Apolda. Kurz hinter Kösnitz geht sie auf die Landstraße 2303 über die nach Dornburg führt. Weiterhin führen Kreisstraßen zu den benachbarten Ortsteilen Stobra und Wormstedt.
Die Buslinie 282 der PVG Weimarer Land verbindet den Ort mit Camburg bzw. Apolda.

## Geschichte
Die Region war in der Zeit v. Chr. keltisch, dann germanisch besiedelt.
Die Entstehung der beiden Rundlingsdörfer Ober- und Niederkösnitz ist auf slawische Ansiedlungen zurückzuführen, die während des 9. bis 10. Jahrhunderts entlang der sogenannten Alten Leipziger Straße stattfanden. Von Oberkösnitz ist heute nur noch der Brunnen erhalten, da die Einwohner im 14./15. Jahrhundert nach Niederkösnitz (das heutige Kösnitz) umsiedelten.
Kösnitz (Cosence) wurde erstmals in einer um 1217/18 entstandenen Verkaufsurkunde des Bischofs Ekkehard von Merseburg erwähnt.  Der Ortsname ist wahrscheinlich auf den slawischen Personennamen koz „Ziege“ zurückzuführen. Als ursprüngliches Reichsgut gehörte Kösnitz im Mittelalter zur Herrschaft Dornburg und wurde vom 14. Jahrhundert bis 1879 über das wettinische Amt Dornburg verwaltet. Die älteste Überlieferung von Hofbesitzern stammt aus der Zeit von 1421 bis 1425. Bis zum Dreißigjährigen Krieg betrieben viele Einwohner Weinbau im Nerkewitzer Grund.
1715 brach in einer Hochzeitsnacht Feuer aus und verwüstete das ganze Dorf. 1858 brannten nochmals 11 Häuser ab. 1727 erwarb die Gemeinde die Gastgerechtigkeit von der Landesregierung. Seit 1904 ist der Gasthof Kösnitz in Familienbesitz.
Kösnitz war seit ältester Zeit Filiale der Pfarrei Utenbach und wird heute von der Pfarrei Schöten versorgt. Die ehemalige Dorfschule wurde bereits in der ersten Hälfte des 16. Jahrhunderts gegründet. Das Dorf war und ist landwirtschaftlich geprägt. Jetzt haben sich auch Gewerbebetriebe angesiedelt.

## Sehenswertes
Die Kirche von Kösnitz ist ein Bau des Barock im 18. Jahrhundert. Sie geht jedoch auf einen älteren Vorgängerbau zurück.
Südlich der Ortslage nahe der Wüstung Oberkösnitz und am ehemaligen Kreuzungspunkt dreier Fernverkehrswege steht ein Steinkreuz, das sogenannte Schwedenkreuz. Es trug ursprünglich eine eingehauene Axt und das Mainzer Rad. Über seinen Ursprung ist nichts bekannt.

## Persönlichkeiten
- Albert Ruppe (1829–1895), Tischlermeister und Fabrikant